# Hoher Wolfstrapp
Der Hohe Wolfstrapp (Lycopus exaltatus) ist eine Pflanzenart aus der Familie der Lippenblütler (Lamiaceae).

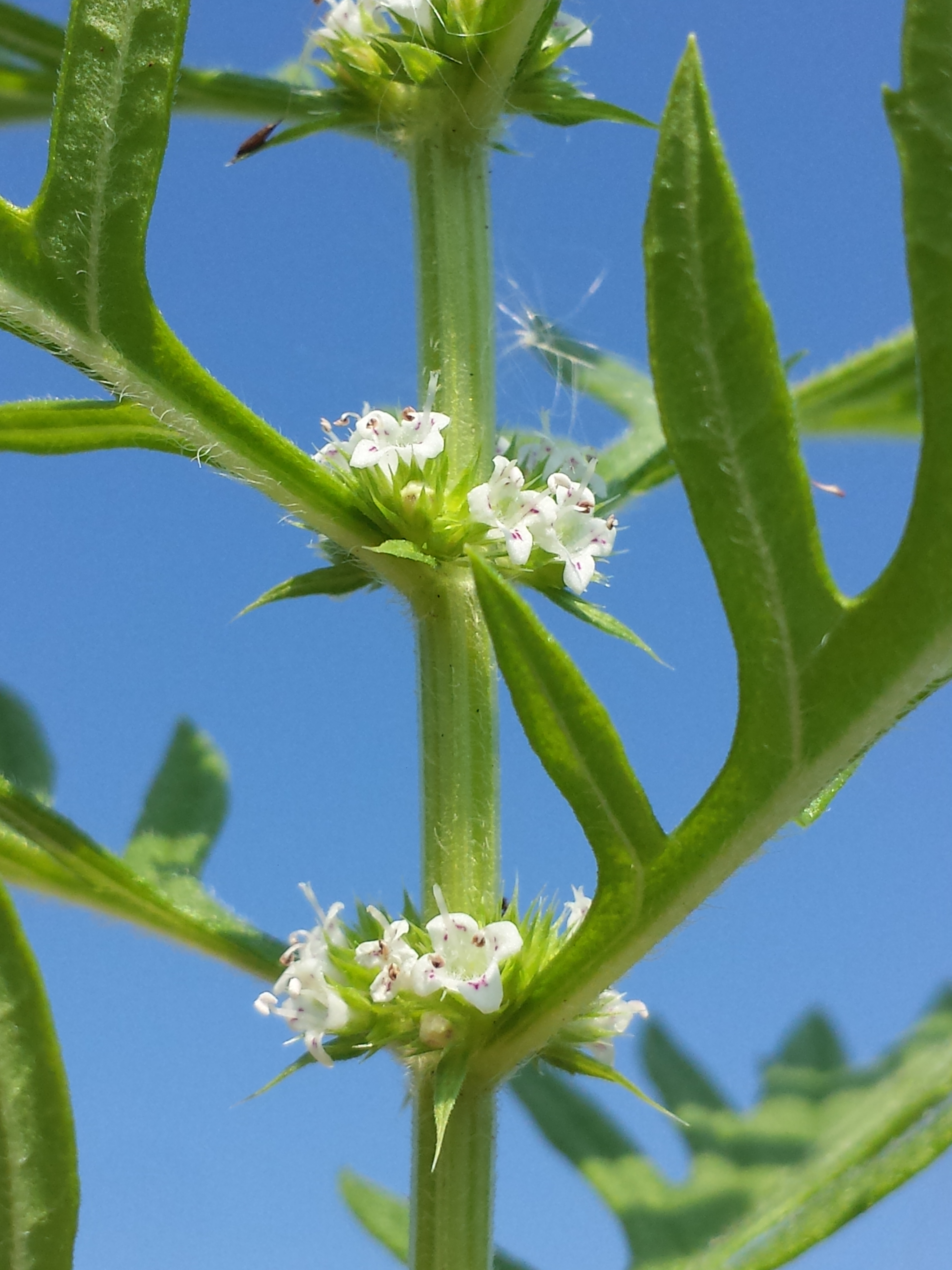
Hoher Wolfstrapp (Lycopus exaltatus)

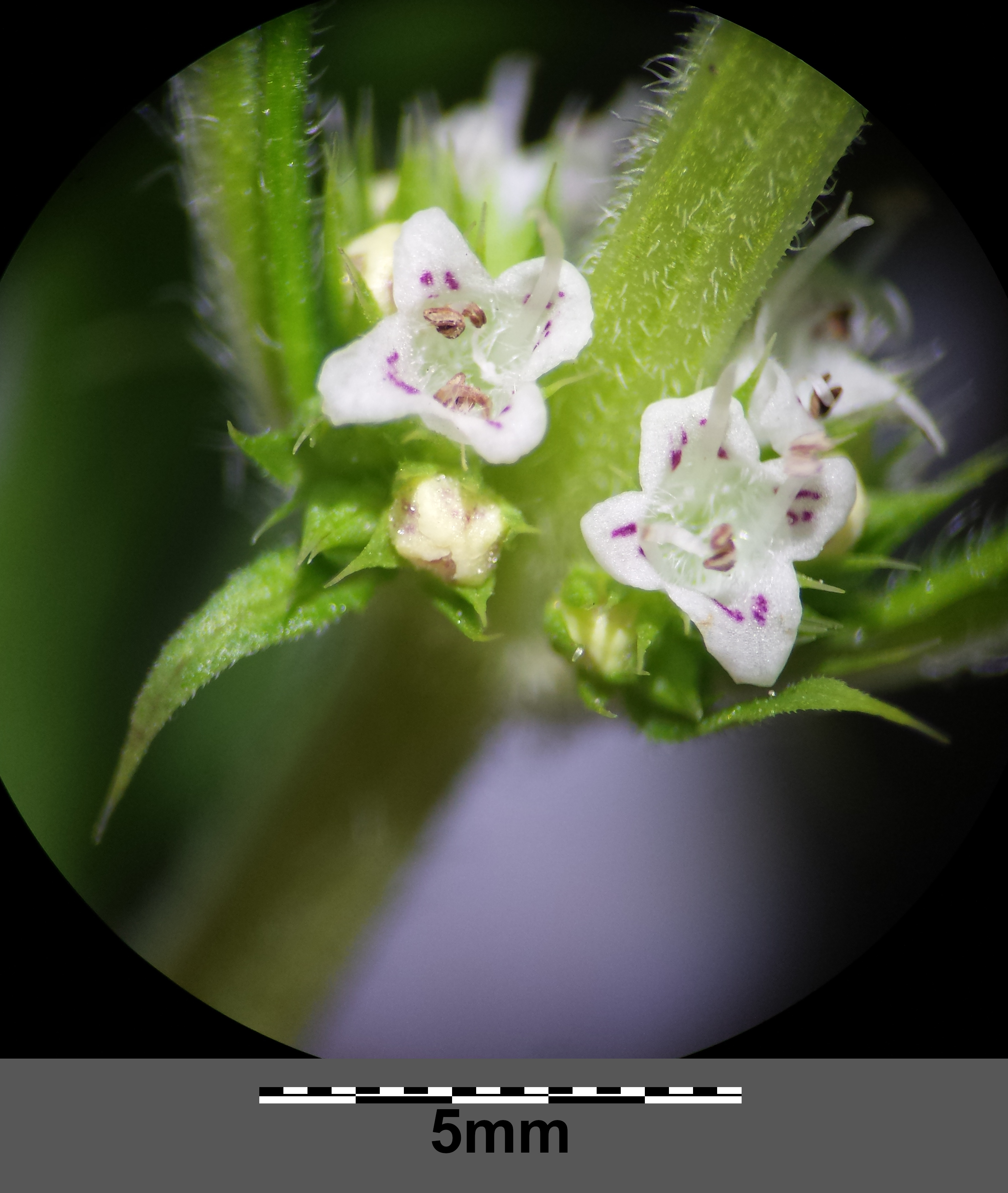
Blüten

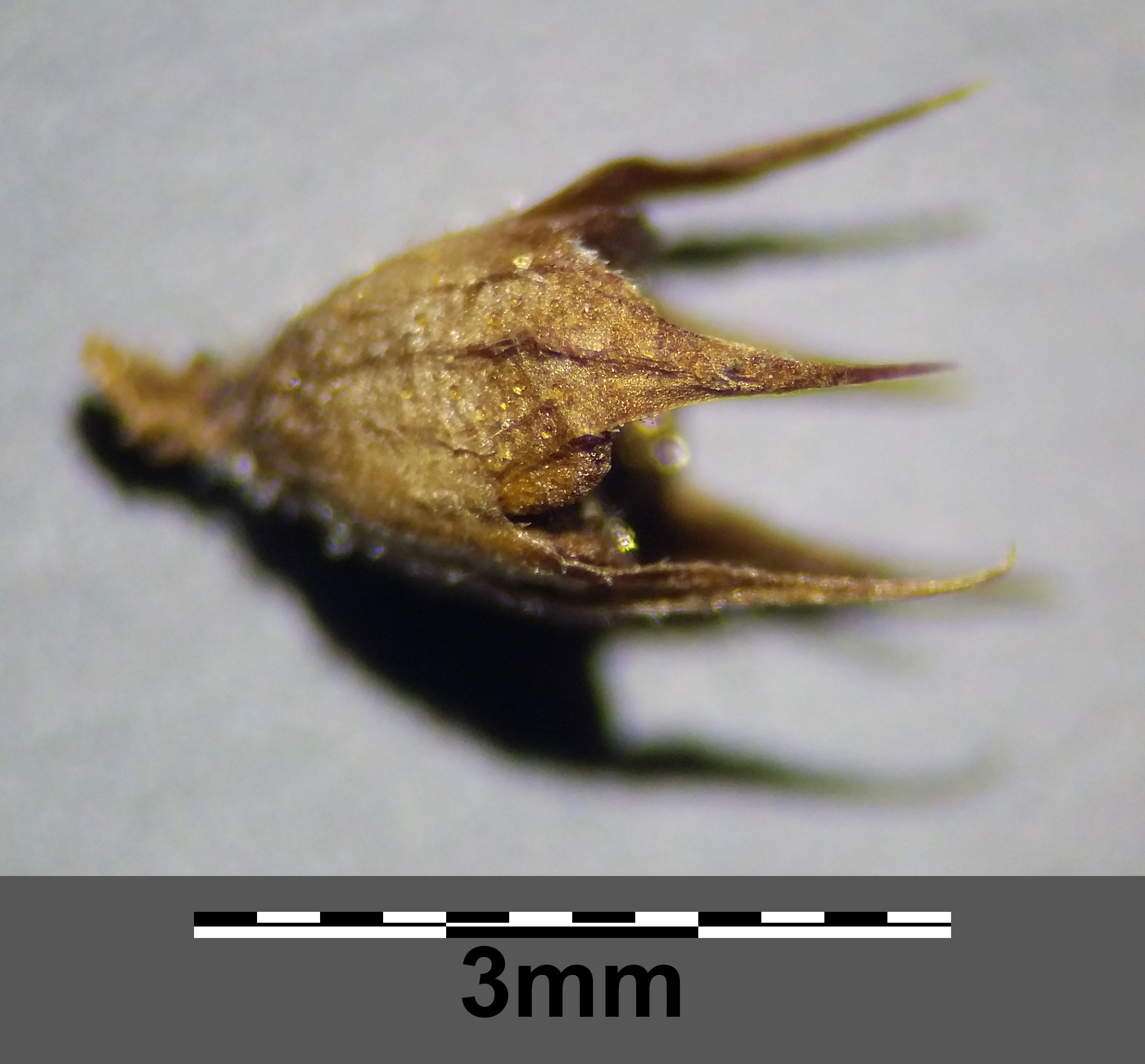
Frucht

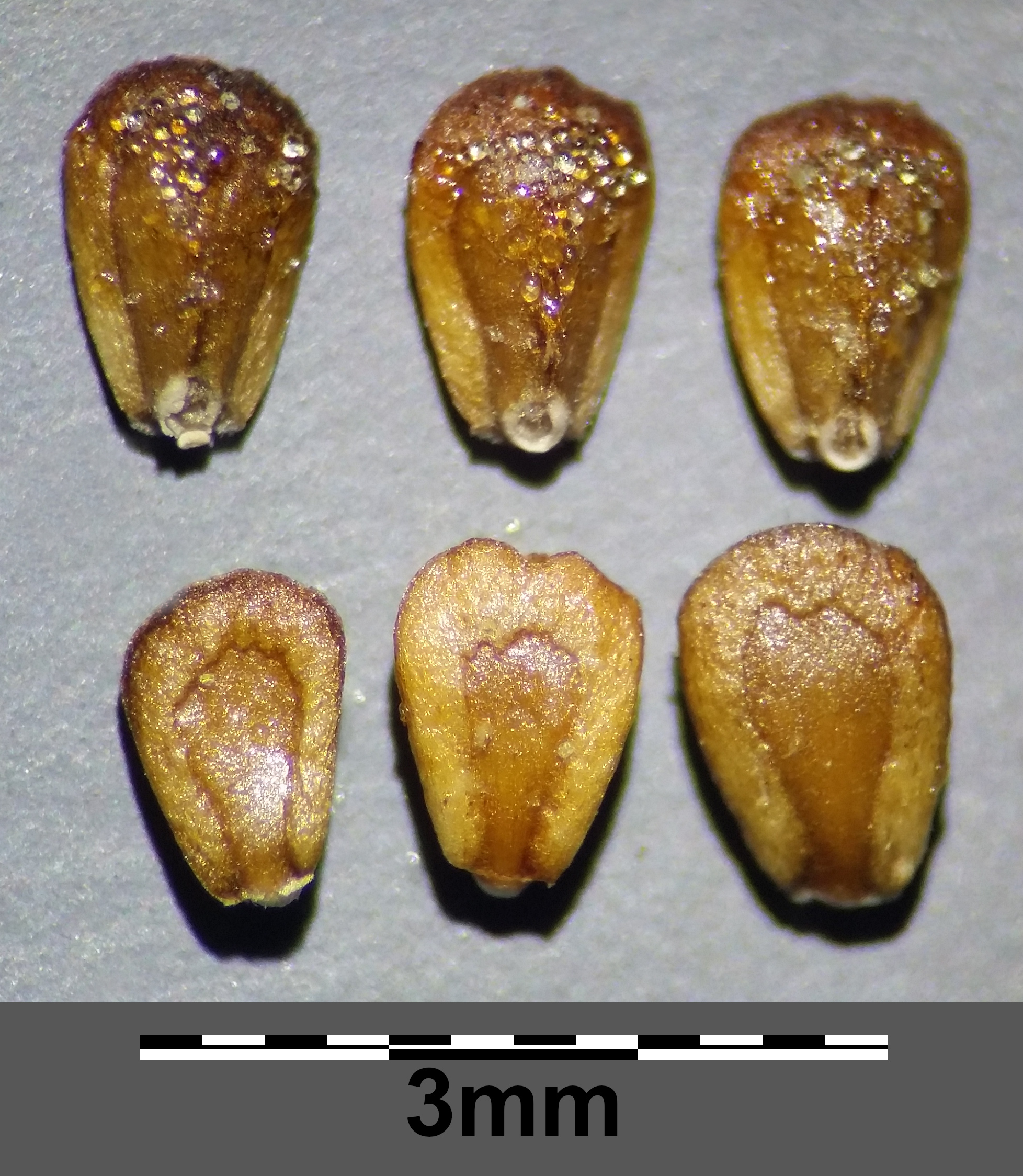
Nüsschen

## Beschreibung
Der Hohe Wolfstrapp wächst als immergrüne, ausdauernde krautige Pflanze und erreicht Wuchshöhen von 90 bis 160 cm. Sein Erscheinungsbild ähnelt dem Ufer-Wolfstrapp. Seine Stängel sind jedoch kahl bis flaumig behaart. Die Laubblätter sind auf beiden Seiten rau und tief fiederspaltig. Sie sind gestielt, 5 bis 12 Zentimeter lang, 4 bis 6 (bis 8) Zentimeter breit und beiderseits von kurzen Haaren rau.
Die Blütezeit reicht von Juli bis September. Die Scheinquirle sind wenigblütig. Die weißen Blüten sind etwa 3 bis 4 Millimeter lang. Die Kelchzähne stechen nicht und sind so lang wie die Kelchröhre. Die lappen der Blütenunterlippe haben je einen roten halbmondförmigen Fleck. Die Staminodien sind kopfig oder fehlen ganz. Die Nüsschen sind fast so lang wie der Kelch.
Die Chromosomenzahl beträgt 2n = 22.

## Ökologie
Die Bestäubung erfolgt über Insekten und die Ausbreitung der Diasporen über Wasser sowie durch Klettausbreitung.

## Vorkommen
Der Hohe Wolfstrapp kommt in Europa und von Westasien bis China vor. Während er in ganz Zentraleuropa als gefährdet oder ausgestorben gilt, ist er in Osteuropa teilweise und in Baschkirien, Kasachstan und in der Ukraine durchgehend häufig. Er stellt ein subkontinentales Element der südsibirisch-pontischen Waldsteppengebiete dar. In Europa erfolgte eine weitere Ausbreitung nach Norden nur entlang der großen Stromtäler. So wurde er 1856 im nordwestlichen Teil der Kreuzhorst nahe der Elbe bei Magdeburg gefunden, galt aber bereits als selten. In Deutschland gilt der Hohe Wolfstrapp als ausgestorben oder verschollen.
Der Hohe Wolfstrapp ist eine Halblichtpflanze und wächst auf nassen, stickstoffhaltigen Böden. Er ist schwach salzertragend und ein Anzeiger für schwach basische Böden. Er gilt als Art des Verbands Salicion albae, kommt aber auch in Magnocaricion-Gesellschaften vor.